# Traktat z Kanagawy
Traktat z Kanagawy (jap. 日米和親条約 Nichibei Washin Jōyaku; pełna nazwa jap.: 日本國米利堅合衆國和親條約（Nihon-koku Merikan Gasshūkoku Washin Jōyaku); ang.: Convention of Peace and Amity between the United States of America and the Empire of Japan; Traktat o pokoju i przyjaźni pomiędzy Japonią i Stanami Zjednoczonymi; lub w skrócie 神奈川条約 Kanagawa Jōyaku) – został podpisany 31 marca 1854 w Kannai, w Naka-ku, obecnie dzielnicy Jokohamy, pomiędzy Japonią a Stanami Zjednoczonymi. 

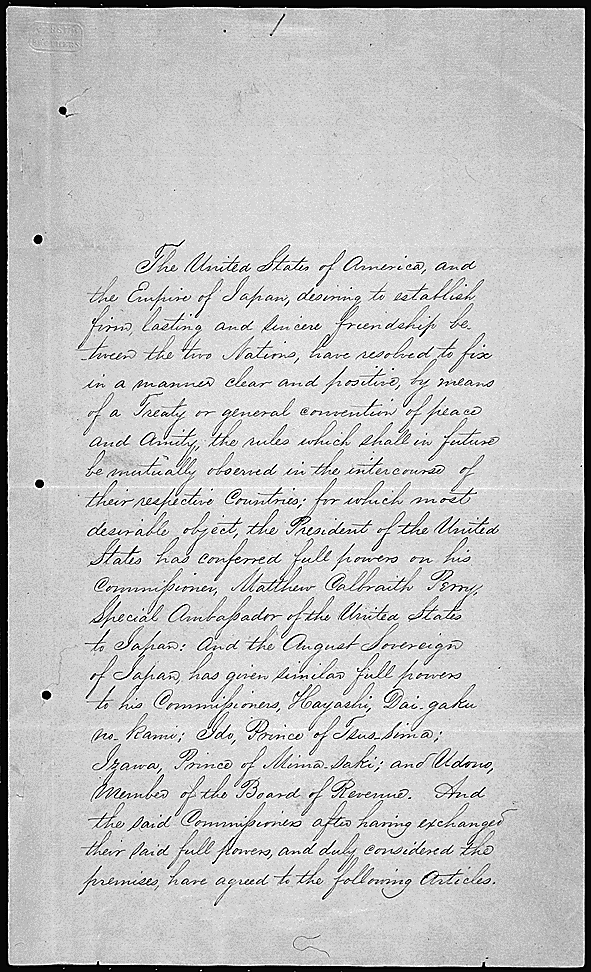
Oryginalna strona traktatu z Kanagawy

Traktat został podpisany w wyniku presji wywieranej przez Stany Zjednoczone, reprezentowane przez komodora Matthew C. Perry'ego, który w lipcu 1853 wpłynął do Zatoki Tokijskiej z flotą okrętów wojennych i zażądał, aby Japończycy otworzyli swoje porty m.in. w celu zaopatrzenia w wodę, żywność, drewno, węgiel oraz pomocy dla rozbitków. Perry opuścił Japonię, pozostawiając władzom kraju kilka miesięcy na podjęcie decyzji i powrócił w lutym 1854 roku. Japończycy, zdając sobie sprawę, że ich możliwości obrony i słabe uzbrojenie nie dorównują okrętom amerykańskim, zgodzili się na przyjmowanie statków w portach Shimoda i Hakodate oraz ustanowienie stanowiska amerykańskiego konsula w Shimoda. Traktat z Kanagawy był pierwszym z traktatów podpisanych między Japonią a innymi krajami zachodnimi w XIX wieku. 
Reprezentujący Stany Zjednoczone komodor amerykańskiej Marynarki Wojennej Matthew Perry zażądał rozmów bezpośrednio z głową państwa. Nie zdawał sobie jednak sprawy, że rozmawiał z przedstawicielami siogunatu, a nie cesarza, którym wówczas był Kōmei (1831–1867). W okresie Edo siogun był faktycznym władcą Japonii, a kwestia jakiegokolwiek kontaktu cesarza z obcokrajowcami była poza dyskusją. 

## Izolacja Japonii
Od początku XVII wieku siogunat prowadził politykę izolacji kraju. Handel zagraniczny z Holendrami i Chińczykami był prowadzony wyłącznie w Nagasaki poprzez faktorię na sztucznej wyspie Dejima i ściśle kontrolowany przez administrację. Prowadząc politykę izolacji ród Tokugawa miał dwa podstawowe cele: obronę kraju przed wpływami mocarstw zachodnich i chrześcijaństwa oraz zapobieżenie rozrostowi potęgi niektórych daimyō. Każdy z tych czynników mógł doprowadzić bowiem do obalenia siogunatu. Na początku XIX wieku coraz większe znaczenie miała pierwsza z tych kwestii. Po kolonizacji Indii i przegranej Chin w wojnie opiumowej ponownie wzrosło zainteresowanie państw zachodnich Japonią.
W wiekach XVIII i XIX izolacja Japonii była kilkakrotnie kwestionowana. Najwcześniejszym problemem były kolonie rosyjskie na Wyspach Kurylskich i Hokkaido. Po 1800 pojawiały się żądania otwarcia japońskich portów ze strony Wielkiej Brytanii i Stanów Zjednoczonych. Obce statki co jakiś czas pojawiały się w Nagasaki i innych portach w poszukiwaniu rozbitków lub zapasów. W 1844 król Holandii przesłał list ponaglający Japonię do zakończenia izolacji zanim zostanie to na niej wymuszone. W 1846 oficjalna amerykańska ekspedycja dowodzona przez komodora Jamesa Biddle'a przybyła do zatoki Edo, prosząc o otwarcie portów dla handlu. Siogunat stanowczo odrzucił obie prośby.

## Ekspedycja Perry'ego

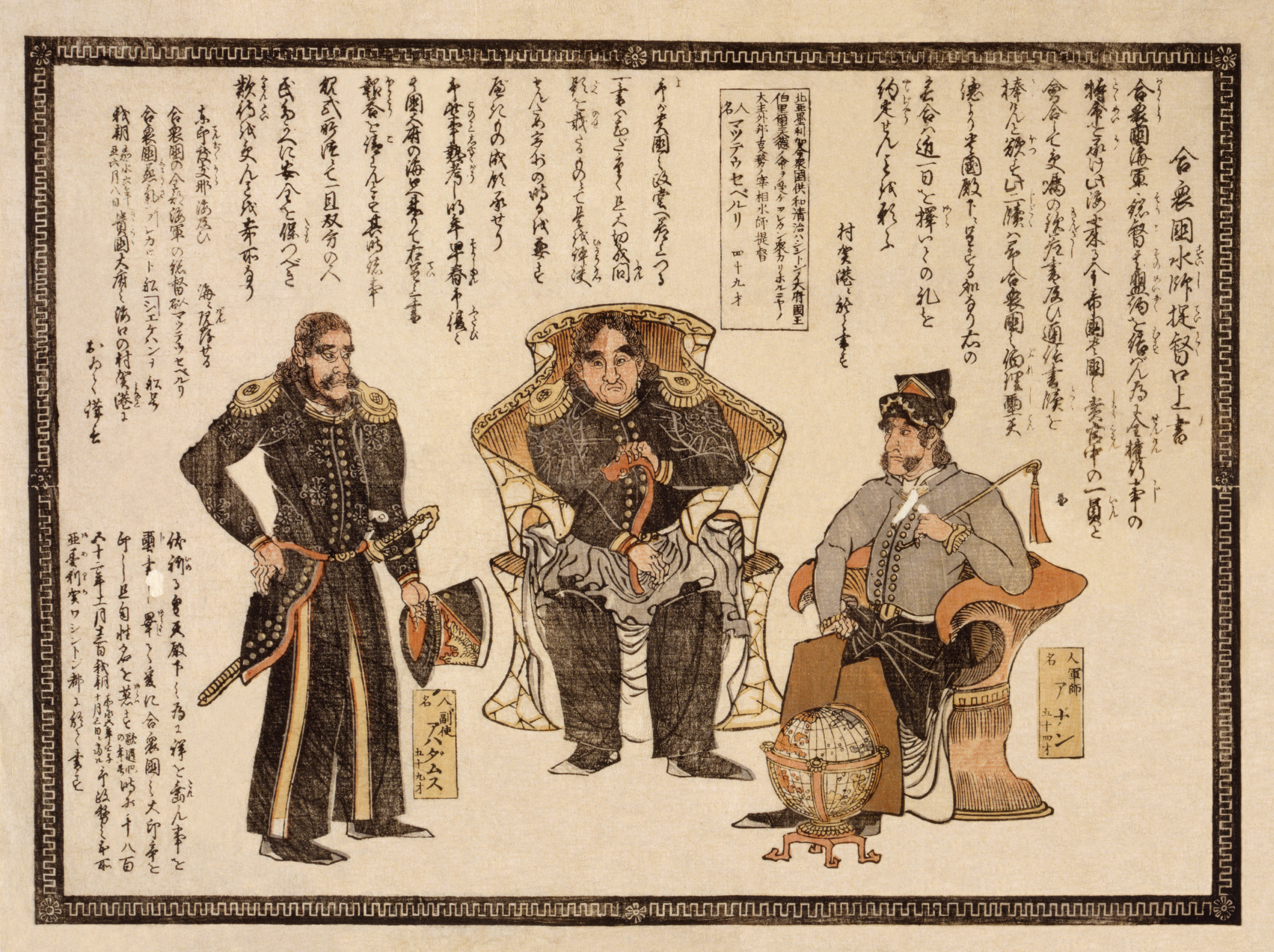
Japońska drewniana tabliczka przedstawiająca Perry'ego (w środku) i wysokich rangą marynarzy

Wyruszenie kolejnej amerykańskiej ekspedycji zostało publicznie ogłoszone w 1852. Holendrzy powiadomili o niej przedstawicieli siogunatu z wyprzedzeniem. Cele postawione przed Perrym oddawały ówczesną sytuację Stanów Zjednoczonych, w których nabierało znaczenia zachodnie wybrzeże oraz transport przez Pacyfik do Chin. Perry miał zapewnić ochronę amerykańskich marynarzy, uzyskać dostęp do japońskich portów w celu zaopatrzenia w wodę, żywność i węgiel oraz dążyć do uzyskania prawa do prowadzenia handlu, choćby tymczasowego. Prezydent Millard Fillmore podkreślał konieczność uszanowania wrażliwości i sytuacji wewnętrznej Japonii, jednakże Perry wybrał bardziej bezpośredni sposób działania.
8 lipca 1853 eskadra Perry'ego, złożona z czterech okrętów (w tym dwóch fregat parowych) rzuciła kotwicę u wejścia do portu Uraga, żądając prawa przedłożenia cesarzowi (w praktyce – siogunowi) listu prezydenta. Perry był skłonny oczekiwać odpowiedzi do wiosny 1854 roku. Po początkowych próbach skłonienia Amerykanów do udania się do Nagasaki urzędnicy sioguna ostatecznie zaakceptowali nieuniknione i wydali zezwolenie gubernatorowi Uragi na przyjęcie listów i obiecanie odpowiedzi na wiosnę. Dokumenty zostały przekazane 14 lipca w Kurihamie.

## Konsultacje

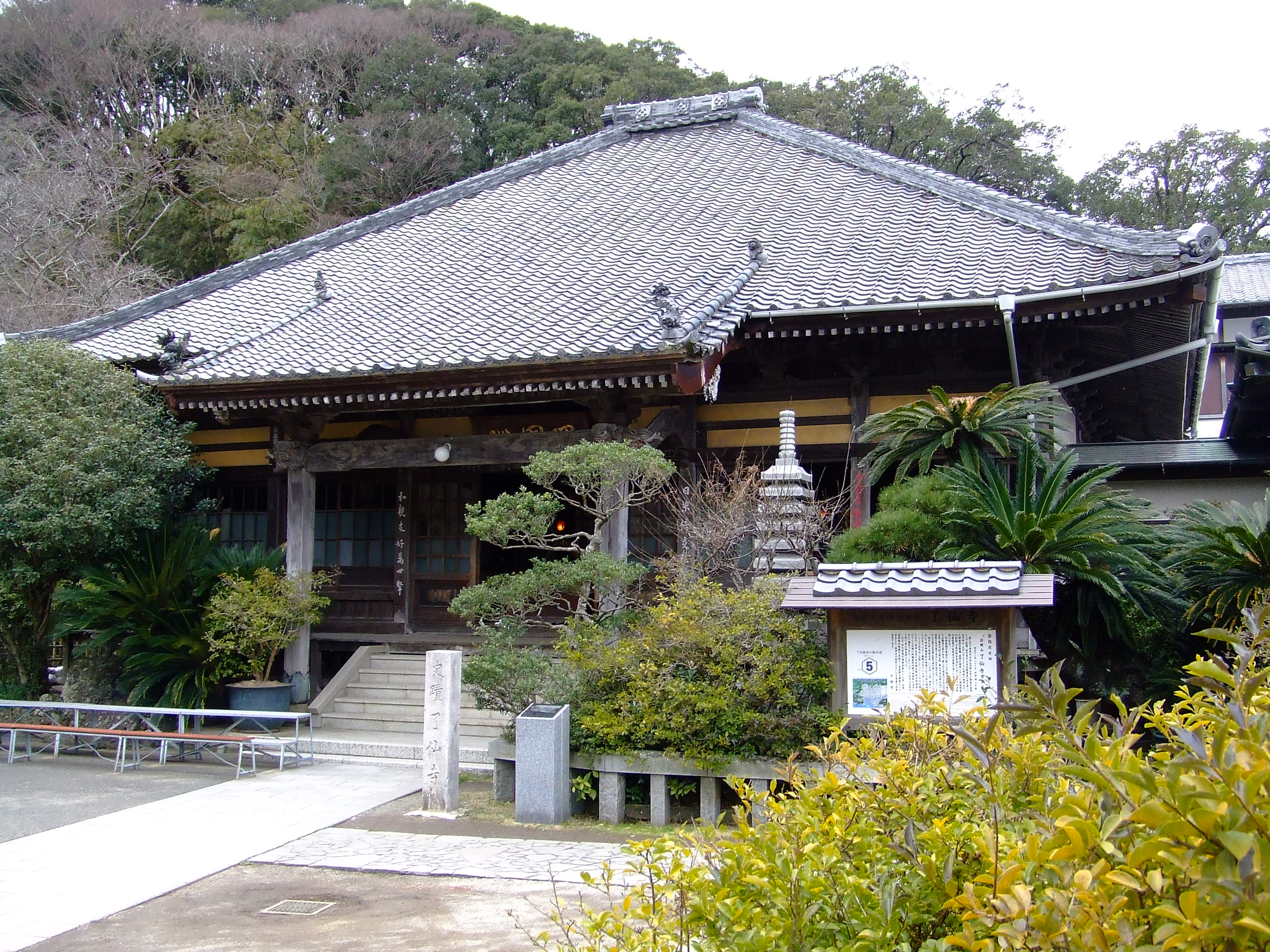
Świątynia Ryōsen w Shimodzie – miejsce pobytu Amerykanów w czasie konsultacji

Mimo świadomości sytuacji międzynarodowej i trwających od lat dyskusji w samej Japonii bezpośrednie żądania Perry'ego wywołały ogromne zamieszanie w najwyższych kręgach administracji rodu Tokugawa. Podjęcie decyzji należało do Rady Starszych (rōjū), której przewodził Masahiro Abe. Uważał on, że Japonia nie jest w stanie kontynuować polityki izolacji w obliczu zagrożenia militarnego, ale zdawał też sobie sprawę, że proste przyjęcie warunków Amerykanów może wywołać wystąpienia przeciwko odpowiedzialnemu za to siogunatowi. Próbując uzyskać legitymację dla swojej decyzji wykonał ruch bez precedensu, rozsyłając listy z prośbą o konsultacje do wszystkich daimyō. Po raz pierwszy polityka bakufu (siogunatu) stała się przedmiotem publicznej dyskusji, co w następnych latach miało daleko idące konsekwencje. Jednocześnie zlecono Nariakiemu Tokugawie przygotowanie planu obrony wybrzeża.
Odpowiedzi uzyskane od daimyō nie spełniły oczekiwań Abe. Z 61 znanych odpowiedzi:
- 19 opowiadało się za otwarciem portów w pewnej formie,
- 19 było za bezwarunkowym odrzuceniem żądań Perry'ego,
- 14 wyrażało przede wszystkim troskę o utrzymanie pokoju,
- 7 dopuszczało tymczasowe ustępstwa, z ostatecznym celem utrzymania izolacji,
- 2 było za prostym poddaniem się decyzjom siogunatu.

Jak widać, nie udało się uzyskać „stanowiska większości”. Co gorsza, w obozach opowiadających się za i przeciwko otwarciem portów znaleźli się potężni daimyō, których opinii Abe nie mógł zlekceważyć. Zima 1853-1854 upłynęła na bezskutecznych próbach wypracowania kompromisu. Jednocześnie podjęto pewne działania mające na celu wzmocnienie obrony, w tym zezwolenie na budowę okrętów wojennych przez hany (lenna rządzone przez daimyō).

## Podpisanie traktatu

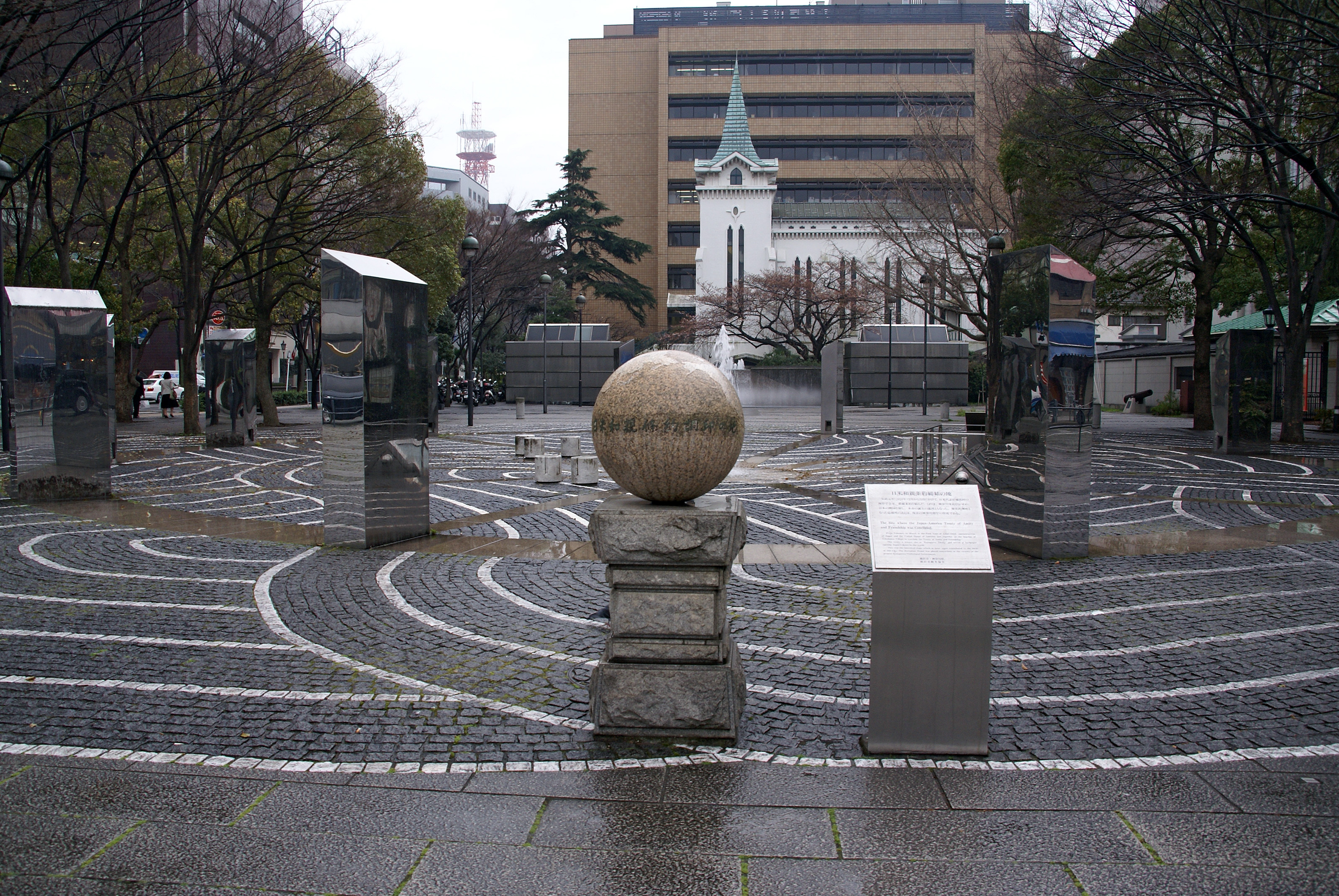
Miejsce podpisania traktatu: Kannai, Naka-ku, Yokohama-shi

Zgodnie z zapowiedzią, Perry ponownie pojawił się w Uradze, tym razem z ośmioma okrętami. Był zdecydowany doprowadzić do podpisania traktatu, mimo rozmaitych przeszkód piętrzonych przez Japończyków. Rozmowy rozpoczęły się 8 marca 1854. Siogunat już wcześniej upoważnił swoich przedstawicieli do zaakceptowania części żądań, w tym traktowania rozbitków i zaopatrzenia w wybranych portach. Kwestia handlu również została rozwiązana dość szybko. Perry zaproponował umowę handlową opartą na istniejących umowach Stanów Zjednoczonych z Chinami, ale została ona odrzucona przez Japończyków. Trudność stanowił wybór portów, które miały zostać otwarte, ponieważ Perry nie chciał zgodzić się na Nagasaki. Ostatecznie zgodzono się na natychmiastowe otwarcie portu Shimoda oraz udostępnienie Hakodate po upływie roku. Kontrowersyjnym zapisem, choć początkowo nie było to widoczne, była zgoda na możliwość otwarcia konsulatu w Shimodzie. Gdy w 1856 do Japonii przybył Townsend Harris, aby objąć placówkę, okazało się, że ten zapis był odmiennie interpretowany przez obie strony i dopiero po długich konsultacjach udało się wypracować porozumienie.
Traktat, sporządzony w czterech językach: angielskim, holenderskim, japońskim i chińskim, został podpisany 31 marca 1854 w Kanagawie, w budynku specjalnie wybudowanym na potrzeby rozmów.

## Postanowienia traktatu
Postanowienia traktatu spisano w dwunastu artykułach:
| Numer  | Treść artykułu |
| ------ | --- |
| § I    | Wzajemny pokój pomiędzy USA i Cesarstwem Japońskim                                                                      |
| § II   | Otwarcie na handel dla Amerykanów dwóch japońskich portów: Shimody i Hakodate                                           |
| § III  | Pomoc rozbitkom amerykańskim wzdłuż japońskiego wybrzeża                                                                |
| § IV   | Wolność rozbitków i innych obywateli amerykańskich na terenach Cesarstwa Japońskiego                                    |
| § V    | Zasady poruszania się rozbitków i innych obywateli amerykańskich przebywających tymczasowo w Shimodzie i Hakodate       |
| § VI   | Zasady wymiany innych dóbr i omawiania innych interesów                                                                 |
| § VII  | Zasady wymiany handlowej                                                                                                |
| § VIII | Ustanowienie agencji złożonej z urzędników japońskich jako jednostki kontrolującej przekazywanie nabytych dóbr          |
| § IX   | Zastrzeżenie automatycznego rozszerzenia traktatu o przywileje przyznane w przyszłości innym narodom                    |
| § X    | Określenie warunków, na jakich statki amerykańskie mogą zawijać do innych, niż wymienione w traktacie portów japońskich |
| § XI   | Zgoda na otwarcie konsulatu amerykańskiego w Shimodzie                                                                  |
| § XII  | Postanowienia końcowe. Ustalenie terminu ratyfikacji traktatu na 18 miesięcy od daty jego podpisania.                   |

## Reakcje i konsekwencje

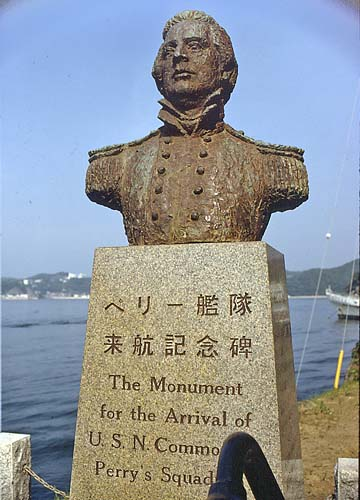
Popiersie komodora Matthew Perry'ego w Shimodzie

Obie strony miały pewne powody do zadowolenia. Perry mógł ogłosić, że Japonia „została otwarta dla narodów Zachodu”. Przedstawiciele siogunatu wskazywali, że traktat został zawarty przez czterech negocjatorów, bez oficjalnego dokumentu ze strony Rady Starszych i że nie wyrażono zgody na umowę handlową. Co więcej, udało się uniknąć niebezpieczeństwa interwencji zbrojnej. Oczywiście ze strony wielu daimyō podniosły się głosy niezadowolenia, a postawa bakufu była często krytykowana. Przede wszystkim jednak, siogunat zyskał czas przed nieuniknionym zderzeniem z cywilizacją zachodnią.
Traktat podpisany w Kanagawie był pierwszym poważnym wyłomem w japońskiej polityce izolacji. Wkrótce Japonia była zmuszona podpisać podobne umowy z Wielką Brytanią (1854), Rosją (1855) i Francją (1858), a w japońskich portach pojawiało się coraz więcej obcych statków, powodując wzrost napięcia. W 1858 amerykański konsul generalny Townsend Harris doprowadził do podpisania dużo dalej idącego Traktatu o przyjaźni i handlu. Otwarcie Japonii, coraz bardziej świadomej swojej słabości w ewentualnym starciu z nowoczesnymi państwami Zachodu, doprowadziło do wielu działań mających na celu wzmocnienie potencjału obronnego kraju. Wiązało się to też z ociepleniem stosunków z Holendrami, których poproszono o pomoc w budowaniu nowoczesnej marynarki wojennej.
Zarządzone przez Abe konsultacje przed podpisaniem traktatu miały daleko idące konsekwencje. Polityka zagraniczna po raz pierwszy stała się przedmiotem debaty o zasięgu narodowym. Starania Abe do zapewnienia bakufu dobrowolnego poparcia daimyō osłabiły jednak pozycję sioguna. Decyzje o zawieszeniu tradycyjnych ograniczeń działalności militarnej hanów i tonażu budowanych statków miały wzmocnić system obrony, ale jednocześnie przyczyniły się do zniszczenia absolutystycznej pozycji bakufu. W krytycznej sytuacji stało się jasne, że siogunat nie był w stanie podjąć zdecydowanych i skutecznych działań. Ustępstwa w stosunku do obcych w kolejnych latach wywołały oburzenie w wielu hanach, a nieudana próba uzyskania legitymacji dla traktatu z 1858 włączyła do gry dwór cesarski. Polityczny środek ciężkości przesunął się z Edo (siedziby sioguna) do Kioto (siedziby cesarza). Kryzys związany z polityką zagraniczną był katalizatorem dla konfliktu wewnętrznego, początkowo pod hasłem sonnō jōi („czcić cesarza, wypędzić barbarzyńców”, a następnie tōbaku („obalić siogunat”). Ostatecznie doprowadziło to do abdykacji ostatniego sioguna i przywrócenia bezpośredniej władzy cesarskiej (restauracji Meiji) w 1868.